# Service public de l'emploi au Maroc
Au Maroc le service public de l’emploi est une compétence nationale ; il est confié principalement à l’Agence nationale de promotion de l'emploi et des compétences, (ANAPEC) et à la Caisse nationale de sécurité sociale (CNSS).

## Le service public de l’emploi au Maroc
La convention no 2 de l’Organisation internationale du travail (OIT) sur le chômage (1919), a reconnu le rôle des services de l’emploi et a promu l’établissement de services nationaux de l’emploi dans tous les États membres de l’OIT. Le rôle du Service public de l’emploi a été défini au niveau par la convention no 88 sur le service de l’emploi (1948) de la même institution.
Le premier organe d’intermédiation sur le marché du travail au Maroc est représenté par les bureaux de placement, constitués dès 1940.
Le Conseil national pour la jeunesse et l’avenir (CNJA), créé en 1990, constate l’insuffisance des mécanismes d’intermédiation alors en place. Il impulse la loi 16/93 fut qui encourage l’insertion professionnelles des jeunes. Des Centres d’information et d’orientation pour l’emploi (CIOPE) sont créés. En 1998, les CIOPE sont rattachés à l’OFPPT (Office de la Formation Professionnelle et de la Promotion du Travail) .
Une loi votée en 1999 institue l’Agence nationale de promotion de l'emploi et des compétences, (ANAPEC) qui devient opérationnelle en 2001.

## Les organismes chargés du service public de l’emploi

### L’ANAPEC
L'Agence nationale de promotion de l'emploi et des compétences (ANAPEC) est un établissement public administratif marocain placé sous la tutelle de l'État, qui a été créé par la loi no 51-99 promulguée par le dahir no 220-00-1 du 5 juin 2000.
L'agence a pour mission de contribuer à l'organisation et à la mise en œuvre des programmes de promotion de l'emploi décidés par les pouvoirs publics. Elle est notamment chargée de la prospection et de la collecte des offres d'emploi pour leur mise en relation avec les demandeurs d’emploi.

### La CNSS
La Caisse nationale de sécurité sociale est chargée de la gestion de l’assurance chômage depuis la mise en place le 1er décembre 2014 de l’indemnité perte d’emploi (IPE), en application de la loi no 03-14 complétant et modifiant le dahir no 1-72-184 relatif au régime de sécurité sociale a été publiée le 11 septembre 2014.